# Като Такааки
Граф Като Такааки (яп. 加藤 高明 Като: Такааки, 25 января 1860, Айсай, провинция Овари (ныне префектура Айти) — 28 января 1926, Токио) — японский государственный и политический деятель, премьер-министр Японии.

## Биография
Като Танааки родился в самурайской семье из клана Нагоя. До своего ухода в политику он работал на фирме Мицубиси. Этот богатый торгово-промышленный дом впоследствии оказывал поддержку своему бывшему сотруднику, Като же защищал интересы этой фирмы. В 1886 году он женится на дочери Ивасаки Ятаро, основателя фирмы «Мицубиси».
В 1887 году Като становится секретарём министра иностранных дел Японии Окумы Сигэнобу и одновременно руководит делами департамента финансов. В 1894—1899 годах он — посол Японии в Великобритании, в 1901 и 1906 годах занимал пост министра иностранных дел Японии. В 1902 году Като избрается в нижнюю палату японского парламента. В 1906 году, из-за тесных связей с концерном «Мицубиси», Като временно уходит из политики и становится президентом газеты Майнити симбун.
В 1908—1913 годах Като — вновь посол в Великобритании. В 1913 году он становится министром иностранных дел в кабинете Кацуры Таро. В том же году избирается председателем консервативной партии Риккэн Досикай. В 1914 году, уже в кабинете Окумы Сигэнобу, Като разрабатывает программу «21 требование», направленное в начале 1915 года правительству Китая. После коррупционного скандала, связанного с мартовскими выборами 1915 года и именем премьера Окумы, Като из протеста выходит из состава правительства. В 1915 году, по желанию императора Японии, он становится членом высшей палаты японского парламента.
С 11 июня 1924 по 28 января 1926 года Като Такааки возглавляет японское правительство «трёх партий защиты Конституции». Он был первым премьер-министром, руководителем кабинета, сформированного в Японии на партийной основе (Риккэн Сэйюкай, Кэнсэйкай и Какусин). Во время его правления в стране вводится всеобщее избирательное право для мужчин без каких-либо ограничений и ценза, японские войска выводятся с Северного Сахалина, вступает в силу закон О поддержании государственной безопасности, сокращается и модернизируется армия, в школах вводится военная подготовка и муштра. В 1925 году на Като была совершена неудавшаяся попытка покушения. Скончался во время работы в своём бюро.

## Награды
- Орден Хризантемы (28 января 1926) посмертно
- Орден Цветов павловнии (14 июля 1916)[1]
- Орден Восходящего солнца 1 степени (24 августа 1911)[2]
- Орден Восходящего солнца 3 степени (31 октября 1895)[3]
- Орден Священного сокровища 1 степени (28 декабря 1902)[4]
- Орден Священного сокровища 2 степени (15 июня 1898)[5]
- Памятная медаль в честь вступления в действие императорской конституции 2 степени (29 ноября 1889)[6]
- Памятная медаль в честь восшествия на престол императора Тайсё (10 ноября 1915)[7]
- Медаль «В ознаменование восстановления имперской столицы» (28 января 1926)[8] посмертно
- Орден Святых Михаила и Георгия (20 октября 1897)[9]
- Коронационная медаль Короля Георга V (5 октября 1911)[10]
- Орден Двойного дракона 3 сепени (1 февраля 1907)[11]